# 湖廣總制
湖廣總制，為明朝正德年間設立的一個臨時總督（總制）職位，洪鐘為首任總督。

## 概述
湖廣總制為鎮壓湖廣楊清、丘仁、藍廷瑞、鄢本恕、廖惠率領的各路農民起義而設立。
- 正德五年三月始置，轄區包括湖廣巡撫、鄖陽巡撫、陝西巡撫、河南巡撫、四川巡撫管轄之地。
- 正德八年八月，去除河南巡撫管轄。
- 正德九年，因平定結束，罷免此職。